# Distrito de Bakırköy

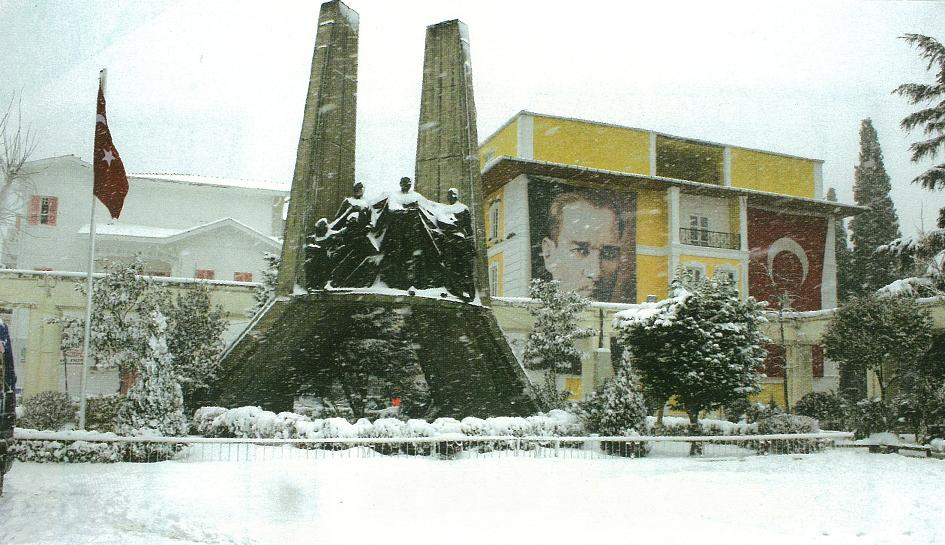
Plaza de Bakırköy.

Bakırköy es un distrito de Estambul (İstanbul en lengua turca), principal ciudad de Turquía. Tiene una población de 214.810 habitantes (2008).
Bakırköy está dividida a su vez en barrios o mahalle (en lengua turca), los cuales son:
Ataköy 1. Mahalle, Ataköy 2-5-6. Mahalle, Ataköy 3-4-11. Mahalle, Ataköy 7-8-9-10. Mahalle, Basınköy Mahallesi, Cevizlik Mahallesi, Kartaltepe Mahallesi, Osmaniye Mahallesi, Sakızağacı Mahallesi, Şenlikköy Mahallesi, Yenimahalle Mahallesi, Yeşilköy Mahallesi, Yeşilyurt Mahallesi, Zeytinlik Mahallesi, Zuhuratbaba Mahallesi.

## Distrito moderno de Estambul
Es sede a su vez del equipo de fútbol Bakırköyspor.